# Football Club de Nantes
Football Club de Nantes (en bretón: Naoned; en galó: Naunnt), más conocido simplemente como  FC Nantes, es un club de fútbol francés de Nantes, Países del Loira. El club fue fundado el 21 de abril de 1943, durante la Segunda Guerra Mundial, como resultado de la fusión de los clubes locales de la ciudad. Desde 1992 hasta 2007, el club fue conocido como FC Nantes Atlantique antes de volver a su nombre actual al inicio de la temporada 2007-08. Actualmente juega en la Ligue 1, la máxima categoría del fútbol francés. 
Nantes es uno de los clubes más exitosos en el fútbol francés después de haber ganado ocho títulos de la Ligue 1, cuatro Copas de Francia de Fútbol y cuenta con un título de la Coupe de la Ligue. El club es famoso por su jeu à la nantaise, su espíritu colectivo, propugnado principalmente por los entrenadores José Arribas, Jean-Claude Suaudeau y Raynald Denoueix y por su prolífica cantera de juveniles, de la que han salido jugadores como Marcel Desailly, Didier Deschamps, Mickaël Landreau y Christian Karembeu. Además de Les Canaris ("los canarios"), el Nantes también es conocido como Les jaunes et verts ("Verdes y amarillos") y La Maison Jaune (La casa amarilla).

## Historia
El FC Nantes mas fue fundado el 21 de abril de 1943. Nació gracias a la unión de varios clubes de la ciudad: Saint-Pierre, Stade Nantais U.C., A.C. Batignolles, l'A.S.O. Nantaise y la Mellinet. En la temporada 63-64 debuta en la Ligue 1 francesa, categoría en la que ha permanecido desde entonces.
En 1965 el equipo gana su primer título de Liga.
En 1995, el equipo gana la Ligue 1 en perdiendo solo un juego en la temporada.
En la temporada 2006-07 el Nantes desciende a Ligue 2.
En la temporada 2007 - 2008, el FC Nantes retorna a la máxima categoría francesa, la Ligue 1, tras una brillante temporada.
En la temporada 2008 - 2009, el FC Nantes desciende nuevamente a la Ligue 2 ocupando el 18.º lugar. El viernes 17 de mayo de 2013 el Nantes aseguró su ascenso a la Ligue 1 tras vencer al CS Sedan 1-0.
Durante la temporada 2017-2018, el FC Nantes es conducido por Claudio Ranieri y pensó que podría jugar la Europa League durante varios meses, después de haber sido 5.º tiempo. Pero finalmente termina noveno y Ranieri se va. El nuevo entrenador en 2019 es Christian Gourcuff, entonces es Kombouaré en 2021. El club gana su cuarta Copa de Francia en 2022.

### De regreso a la cima (2013 hasta el presente)
El exjugador Michel Der Zakarian asumió el cargo en 2012, llevando al club a la promoción desde la Ligue 2 2012-13, con 20 goles de Filip Đorđević. El equipo llegó a las semifinales de la Copa de la Liga de Francia 2013-14, perdiendo 2–1 en casa ante el PSG. En abril de 2016, después de una tensa relación, el presidente del club, Waldemar Kita, anunció que Der Zakarian dejaría el cargo al final de la temporada.
René Girard fue destituido después de 15 partidos con el Nantes en la penúltima posición en diciembre de 2016, y fue reemplazado por Sérgio Conceição. Llevó al equipo al séptimo lugar, pero dejó el cargo en junio de 2017 para unirse al FC Porto y estar más cerca de su familia.
Tras breves etapas de Claudio Ranieri y Miguel Cardoso, el exjugador del Nantes, Vahid Halilhodžić, fue contratado en octubre de 2018. En enero siguiente, el club trasladó al delantero argentino Emiliano Sala al club de la Premier League Cardiff City por £15 millones; él falleció en un accidente de avión ligero en el Canal de la Mancha. El club llegó a las semifinales de la Copa de Francia 2018-19, perdiendo 3–0 ante el PSG.
Después de un año bajo el mando de Christian Gourcuff y siete partidos bajo la dirección del exentrenador del equipo nacional de Francia, Raymond Domenech, el Nantes, que ocupaba el puesto 18, contrató a Antoine Kombouaré el 10 de febrero de 2021. Terminó la temporada en esa posición, antes de ganar el partido de play-off contra el Toulouse para mantenerse en la liga. El 7 de mayo de 2022, el Nantes ganó su cuarta Copa de Francia con una victoria por 1–0 sobre el Nice, su primer título desde 2001; Ludovic Blas anotó el único gol desde el punto de penal.
En la temporada 2022-23 de la Ligue 1, el Nantes evitó el descenso en el último día de la campaña al derrotar al Angers SCO por 1-0 y superar al AJ Auxerre, que descendió en su lugar.

## Uniforme
- Uniforme titular: Camiseta amarilla, pantalón amarillo y medias amarillas.
- Uniforme alternativo: Camiseta verde, pantalón blanco y medias verdes.

### Evolución del uniforme

#### Uniforme titular
| 2008-2009 | 2009-2010 | 2010-2011 | 2011-2012 | 2012-2013 | 2013-2014 | 2014-2015 |
| 2015-2016 | 2016-2017 | 2017-2018 | 2018-2019 | 2019-2020 | 2020-2021 | 2021-2022 |
| 2022-2023 | 2023-2024 | 2024-2025 | 2025-2026 |           |           |           |

#### Indumentaria y Patrocinador
| Periodo       | Firma deportiva              | Patrocinador principal         |
| ------------- | ---------------------------- | ------------------------------ |
| 1943–1965     | Ninguno                      | Ninguno                        |
| 1965–1972     |                              | Ninguno                        |
| 1972–1973     | Guérin/Crozatier/Michel Axel |                                |
| 1973–1974     | Tours L'Univers              |                                |
| 1974–1976     |                              | Cafe Cote D'Ivoire             |
| 1976–1982     | Europe 1                     |                                |
| 1982–1983     | Kindy/Europe 1               |                                |
| 1983–1984     | Pages Jaunes/Europe 1        |                                |
| 1984–1986     | Télé Poche/Europe 1          |                                |
| 1986–1988     | Europe 1                     |                                |
| 1988–1989     |                              | Canal+/Mikit                   |
| 1989–1990     | Mikit/Europe 1               |                                |
| 1990–1991     |                              | Mikit/Eurest                   |
| 1991–1992     | Eurest/Saupiquet             |                                |
| 1992-1993     |                              | Pinty                          |
| 1993-1995     | Eurest                       |                                |
| 1995-1998     | Eurest                       |                                |
| 1998-1999     | Loxam                        |                                |
| 1999-2000     | Synergie                     |                                |
| 2000-2001     |                              | Synergie/Loxam/Luc Saint-Alban |
| 2001-2002     | Synergie/Loxam/Orange        |                                |
| 2002-2003     | Synergie/Loxam               |                                |
| 2003-2005     | Synergie/Paprec              |                                |
| 2005-2008     | Airness                      | Synergie                       |
| 2008-2009     |                              | Synergie                       |
| 2009-2010     | Profil +                     |                                |
| 2010-2011     | Synergie                     |                                |
| 2011-2013     |                              | Offset 5                       |
| 2013-2014     | Synergie                     |                                |
| 2014-2018     | Synergie                     |                                |
| 2018-2020     | Synergie                     |                                |
| 2020-presente | Synergie                     |                                |

## Rivalidades
Su máximo rival es el Stade Rennais, con quien disputa el Derbi Bretón. 
También mantiene una fuerte rivalidad con Angers SCO.

## Estadio

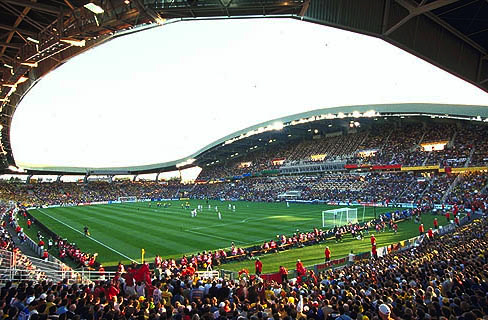
Stade de la Beaujoire, estadio del equipo desde 1984.

Stade de la Beaujoire es un estadio de fútbol con un aforo de 38.486 espectadores, situado en Nantes, Francia. Es propiedad de FC Nantes desde 1984. El estadio fue inaugurado el 8 de mayo de 1984.

## Datos del club
- Temporadas en la Ligue 1: 50
- Temporadas en la Ligue 2: 8
- Mejor puesto en la liga: 1.º (1965, 1966, 1973, 1977, 1980, 1983, 1995 y 2001).
- Peor puesto en la liga: 20.º (2007).

## Participaciones en competiciones internacionales de la UEFA

### Por competencia
| Torneo                       | TJ | PJ  | PG | PE | PP | GF  | GC  | DG  | Puntos |
| ---------------------------- | -- | --- | -- | -- | -- | --- | --- | --- | ------ |
| Liga de Campeones de la UEFA | 8  | 40  | 12 | 14 | 14 | 52  | 54  | -2  | 50     |
| Liga Europa de la UEFA       | 11 | 48  | 21 | 14 | 13 | 78  | 62  | +16 | 77     |
| Recopa de Europa de la UEFA  | 2  | 12  | 7  | 0  | 5  | 28  | 21  | +7  | 21     |
| Copa Intertoto de la UEFA    | 3  | 14  | 7  | 3  | 4  | 24  | 18  | +6  | 24     |
| Total                        | 24 | 114 | 47 | 31 | 36 | 182 | 155 | +27 | 172    |

## Palmarés
Nota: en negrita competiciones vigentes en la actualidad.

### Torneos nacionales
| Competiciones nacionales          | Títulos                                         | Subcampeonatos                            |
| --------------------------------- | ----------------------------------------------- | ----------------------------------------- |
| Primera División de Francia (8/7) | 1965, 1966, 1973, 1977, 1980, 1983, 1995, 2001. | 1967, 1974, 1978, 1979, 1981, 1985, 1986. |
| Copa de Francia (4/6)             | 1979, 1999, 2000, 2022.                         | 1966, 1970, 1973, 1983, 1993, 2023.       |
| Supercopa de Francia (3/5)        | 1965, 1999, 2001.                               | 1966, 1973, 1995, 2000, 2022.             |
| Copa de la Liga (0/1)             |                                                 | 2004.                                     |

### Palmarés total
| F. C. Nantes                                                                  | 8 | 4 | 3 | 15 |
| Datos actualizados a la consecución del último título el 19 de julio de 2001. |   |   |   |    |

## Récords
Más presencias en el club
| #    | Nombre                     | Partidos |
| ---- | -------------------------- | -------- |
| 1.º  | Jean-Paul Bertrand-Demanes | 532      |
| 2.º  | Henri Michel               | 532      |
| 3.º  | Loic Amisse                | 503      |
| 4.º  | Patrice Rio                | 436      |
| 5.º  | Maxime Bossis              | 413      |
| 6.º  | Gabriel De Michele         | 388      |
| 7.º  | Frederic Da Rocha          | 383      |
| 8.º  | Mickaël Landreau           | 362      |
| 9.º  | Bernard Blanchet           | 357      |
| 10.º | Gilles Rampillon           | 345      |

Máximos goleadores
| #    | Nombre            | Goles |
| ---- | ----------------- | ----- |
| 1.º  | Bernard Blanchet  | 111   |
| 2.º  | Philippe Gondet   | 98    |
| 3.º  | Vahid Halilhodžić | 93    |
| 4.º  | Gilles Rampillon  | 93    |
| 5.º  | Loic Amisse       | 87    |
| 6.º  | Henri Michel      | 81    |
| 7.º  | Jacky Simon       | 73    |
| 8.º  | Eric Pécout       | 73    |
| 9.º  | Japhet N'Doram    | 72    |
| 10.º | Bruno Baronchelli | 67    |

## Dorsales retirados
- Número= 9 - Emiliano Sala[13]